# 塔爾高AVRIL電力動車組
它的名字來源於西班牙文"Alta Velocidad Rueda Independiente Ligero" (大致的翻譯為“輕量化單輪高速列車”).

## 设计
Avril電力動車組的最高設計時速為380 km/h（240 mph）。 一列編組包括兩輛分置車廂兩端的動力車和8輛拖車。雖然Avril電力動車組為動力集中式動車組，但是在載客量上卻毫不低於動力分散式動車組。  由於承重輪只裝在兩節車廂之間的連結處所以動車組的車廂只有短短13米（42英尺8英寸）。
其他细节： 
- 拖車車廂的寬度有3.2米（10英呎），車廂內每列有5個座位（3×2），最大載客量為600人。
- 動車組有3個軌距版本分別為(1,435 mm, 1,520 mm or 1,668 mm)，可變軌距版本正在研發中。
- 動車組有可使用4個不同的受電制式，分別為：25 kV/50 Hz; 15 kV/16.7 Hz; 3 kV DC; 1.5 kV DC。

## 历史
塔爾高公司在2010年9月的柏林國際軌道交通展首次展出Avril電力動車組的原型。  在經過幾年的開發和測試之後，Avril動車組於2016年11月在西班牙下線，與此同時西班牙國家鐵路簽訂了一份價值7.865億歐元的合同，合同內容包括購買15列動車組及其接下來30年的保養。 在2017年5月，西班牙國家鐵路續購了15列動車組並期望全數動車組能在2020年投入運營。

## 画廊

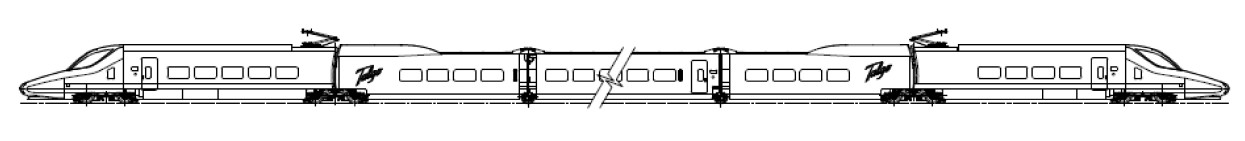
塔爾高Avril電力動車組正視圖
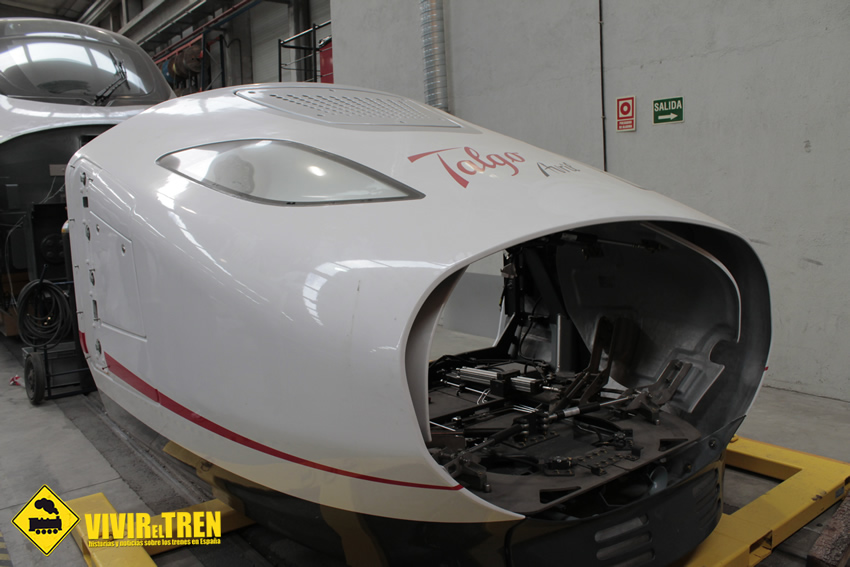
Avril電力動車組車頭整流罩圖

## 更多
- 高速列车列表
- 塔尔高

## 引用
1. 1 2  . Railway Gazette International. 27 July 2009  [2021-06-10]. （原始内容存档于2020-11-24）.
2. ↑  . Railway Technology.   [16 March 2018]. （原始内容存档于2021-06-10）.
3. ↑  . 20minutos. 24 September 2010  [2021-06-10]. （原始内容存档于2021-06-10）.
4. ↑  . Railway Gazette International. 28 November 2016  [16 March 2018]. （原始内容存档于2020-08-15）.
5. ↑  . Railway Gazette International. 1 June 2017  [16 March 2018]. （原始内容存档于2020-11-12）.